# Artigisa catenata
Artigisa catenata là một loài bướm đêm trong họ Erebidae.